# جان ثيوبالد هيلد
جان ثيوبالد هيلد (بالتشيكية: Jan Theobald Held)‏ هو أستاذ جامعي وطبيب وملحن تشيكي، ولد في 11 نوفمبر 1770 في Třebechovice pod Orebem ‏ في التشيك، وتوفي في 30 يونيو 1851 في براغ في التشيك.